# Triumph 2000
O Triumph 2000 é um automóvel de segmento E com tração traseira que foi produzido em Coventry pela Triumph Motor Company entre 1963 e 1977. Foi lançado em 15 de outubro de 1963. Foi estilizado por Giovanni Michelotti.
Ele competiu com o contemporâneo Rover P6 2000, que inicialmente era oferecido apenas com motor de quatro cilindros. O Rover também foi lançado em outubro de 1963, apenas uma semana antes do Triumph. Modelos com motores maiores, conhecidos como Triumph 2.5 PI e Triumph 2500 também foram produzidos a partir de 1968.